# Anastasios Theodōrakīs
Anastasios Theodōrakīs (in greco Αναστάσιος Θεοδωράκης?; 1902) è stato un nuotatore e pallanuotista greco.
Ha rappresentato la Grecia nei tornei di pallanuoto ai Giochi di Parigi 1924. Avrebbe dovuto partecipare anche nel nuoto, gareggiando nella Staffetta 4x200m stile libero, ma la squadra greca non è partita.